# لودي فيتشيو
لودي فيتشيو (لوديجيانو: Lod Vég ) هي (بلدية) في مقاطعة لودي في منطقة لومباردي الإيطالية، والتي تقع على بعد حوالي 25 كيلومتر (16 ميل) جنوب شرق ميلانو وحوالي 8 كيلومتر (5 ميل) غرب لودي. حصلت على اللقب الفخري للمدينة بمرسوم رئاسي في 22 يناير 2006م.

## التاريخ
كما يشهد باسمها (بمعنى "Old Lodi" بالإيطالية) ، فإنها تحتل موقع لودي القديم، الذي نشأ كمدينة سلتيك / رومانية على طريق إيميليا، المعروف باسم Laus Pompeia. في منتصف القرن الرابع أصبح مقعدًا أسقفيًا.
في القرن الحادي عشر، قاتلت بنجاح ضد ميلان القوية ، حتى حاصرته قوات ميلان ودمرتها في عام 1111. وفي عام 1158، أعاد الإمبراطورFrederick فريدريك بربروسا بناء المدينة على بعد بضعة كيلومترات، مما أدى إلى إنشاء لودي الحديثة.

## الناس
- جون لوديJohn of Lodi

## روابط خارجية
- الموقع الرسمي